# Croz
『クロズ』（Croz）は、アメリカのミュージシャン、デヴィッド・クロスビーによる4枚目のスタジオ・アルバム。このアルバムは、2014年1月28日にBlue Castle Recordsからリリースされた 。クロスビーにとって20年ぶりのスタジオ・アルバムである。

## 概要
デヴィッド・クロスビーが新アルバムをリリースするのは前作から数えて約20年ぶりだが、この20年間、彼が沈黙を守っていたとは到底言えない。スティーヴン・スティルス、グラハム・ナッシュ、そして時にはニール・ヤングとの時折の再結成が最も注目されるが、デヴィッド・ギルモアの2006年のアルバム『On an Island』にも参加し、さらに注目すべきは、息子のジェームズ・レイモンドとCPRというバンドでしばしば活動していることである。レイモンドはデヴィッドの主要な協力者であり、クロスビーの70年代初期の靄を90年代初期のプロフェッショナリズムでろ過して巧みに呼び起こした『Croz』を制作した。しかし、1993年の『サウザンド・ローズ』ではカメオ出演が多く、中心人物からスポットライトがそれてしまった感があったが、本作ではマーク・ノップラーやウィントン・マルサリスの巧みなソロがあり、クロスビー本人に焦点を当てた作品となっている。時折、CSNの80年代前半の路線の亡霊を呼び起こしながら（「Radio」は「Daylight Again」に収録されてもおかしくない）、音楽が心地よく漂い、余韻を残し、時に意識に定着し、時に消え去る。クロズは、『イフ・アイ・クッド・オンリー・リメンバー・マイ・ネーム』の後継者となるには、美味しそうなポケットの中のグルーヴときれいに整えられたデジタル・プロダクションに専念し過ぎているが、クロスビーのソロ・アルバムとしては唯一、同様の感情とサウンドに向き合おうとした作品である。クロズが『イフ・アイ・クッド・オンリー・リメンバー・マイ・ネーム』の揺るぎないメランコリーよりも確かなものを好むのは、2014年の彼の立ち位置を反映しているのであろう。

## 背景
2013年11月のローリング ストーン誌のインタビューで、クロスビーはアルバムについて次のように語っている。
「私は自分に挑戦したかった。私と同年代の殆どの人は、古い持ち曲でカバーレコードまたはデュエットを行っていただろうね。こんな物は殆ど売れないだろうけどね。まぁ19枚ぐらいは売れるかな。若い人達に受けるとは思わないけど、私は彼らのために作っていないよ。私は私のために作っている。私はは自分の胸にしまっておきたいことがあるんだ」
彼はまた、彼らが独立してアルバムをリリースすることに決めた理由について、
「私たちには予算が無かった。（メジャーレーベルと）契約を結ぶこともできたかもしれないが、音楽業界の誰もが大企業とその存続期間について非常に慎重だよ。ほとんどの人は自分でやっているので、自分達もそうしたよ」
と述べている。
同じインタビューで、彼は「If She Called」は、ベルギーのホテルの近くで見た売春婦のグループに触発されたと説明し、次のように述べている。
「外は寒くて、彼女らの足は痩せ細っていたんだ。彼女らは酔っ払った畜生どもとファックするように誘惑しようとしていた。それはとてもひどいものだったよ。とても悲しい事だ。私は、この少女たちがコソボまたはどこか本当に恐ろしい場所から来て、ヨーロッパの真ん中で起こったホラーショーから逃げようとして、西に向かって働いていると想像したよ。しかし、それはすべて想像だね。ほとんどの場合、私は彼女らが行動しているときに彼女らの心、魂、精神をどこに隠しているかについて考え始めたんだ。彼女らはどのように自分達を客観的に見るんだ？あなたは彼女らがそうしていることを確信することが出来るだろうね」
彼はまた、「Set That Baggage Down」が何にインスパイアされたかについて、次のように語っている。
「それはAA（断酒会）で学んだことだ。私は14年半ほどそこに通った。何が自分をそこに導いたかを考えなければならない。そして、そこから学び、どうすれば二度と同じ轍を踏まないかを考えるんだ。もし、自分が間違っていたことを肩越しに見て一生を過ごすなら、木に激突することになる」
彼はまた、「What's Broken」でマーク・ノップラーにギターを弾かせた方法についても語り、
「あれはマークの寛大さの塊だった。我々が曲を送ったら、彼はすごく気に入ってくれたんだ。彼は僕に大きな好意を寄せてくれて、我々はお互いを良く知らないのにね。彼は素晴らしいよ」
彼は「Holding on to Nothing」でウィントン・マルサリスにトランペットを吹かせた経緯を説明し、
「彼は完璧なミュージシャンだ。私はチャンスをつかんで彼に尋ねたところ、彼はただ「ええ、テープを送ってください」と言ったんだ。彼の演奏はただただ美しかった。彼は何日も調子良く演奏していたんだ」
2014年1月のBillboardとのインタビューで、彼はアルバムのレコーディングについて次のように語っている。
「我々はレコードを作ると決めたんだ、そして、神様、それは最も素晴らしい経験だった。どうやって成功させたのかわからないよ、だってお金もないんだから。息子がガレージに作ったスタジオ（カリフォルニア州アルタデナのバンブーム・ルーム）があって、僕はそこに行って折り畳み式のソファで寝て、作業をしたんだ。2年半くらいかかったよ」
また、息子のジェームズ・レイモンドと書いたアルバムの曲について、
「彼はケミストリーをもたらしてくれる。これらの曲は、僕らがよく作った曲なんだ。『The Clearing』や『Dangerous Night』なんかはね。『Dangerous Night』にはおそらく6種類の言葉のセットがあり、『Find a Heart』には4、5種類の言葉のセットがある。「これは十分じゃない」「これは本当に、別の場所を開いてくれるよ。そこに目を向けてみよう」と。そんな生き生きとしたプロセスです。ジェイムズと僕のコミュニケーションはとても良好で、それは...まあ、あなたの前にあるアルバムが証拠だね」

## 評価
| 専門評論家によるレビュー | 専門評論家によるレビュー |
| 総スコア                 | 総スコア                 |
| 出典                     | 評価                     |
| ------------------------ | ------------------------ |
| Metacritic               | 71/100                   |
| レビュー・スコア         |                          |
| 出典                     | 評価                     |
| AllMusic                 | [ 9 ]                    |
| Drowned in Sound         | 6/10                     |
| The Independent          | [ 11 ]                   |
| musicOMH                 | [ 12 ]                   |
| The Oakland Press        | [ 13 ]                   |
| The Observer             | [ 14 ]                   |
| USA Today                | [ 15 ]                   |

『Croz』は、音楽評論家から一般的に肯定的なレビューを受けた。批評家からのレビューに100点満点の正規化された評価を割り当てるMetacriticで、アルバムは11件のレビューに基づいて「一般的に好意的なレビュー」を示す平均スコア71を獲得した。  AllMusicのスティーヴン・トマス・アールワインはアルバムに5つ星のうち3.5つ星を付け、「『Croz』が『イフ・アイ・クッド・オンリー・リメンバー・マイ・ネーム』の抑えきれない憂鬱より確実性を好むということは、2014年の彼の立ち位置を反映している。彼は自分が時々懐かしむ過去の上に立っていると自覚しながら、新しい領域を開拓するほど落ち着きがないが、それは居心地のよい、親しい環境に囲まれるときだけだ」。The Observerのモロイ・ウッドクラフトはアルバムに5つ星のうち4つを与え、「息子の自宅スタジオで録音された、デヴィッド・クロスビーの20年ぶりのソロ・スタジオ・アルバムは、心地よいジャジーな感触を持ち、ブロック状のピアノコードと大きな弦のベースによるアレンジは、クロスビーの非常にうらやましいハーモニーとともに、心地よい密林を生み出している」。The IndependentのAndy Gillは、アルバムに5つ星のうち3つを与え、「デヴィッド・クロスビーの最後のソロ作品から20年経つが、『Croz』は彼の炎が衰えておらず、少しボロボロではあるが、彼のフリークフラッグはまだ誇らしく掲げられていることに気づくだろう。しかし、クロスビーは決して（デヴィッド）ボウイの様な革新の達人でもなければ、ニール・ヤングの様な直感的な音楽的放浪者でもない。デヴィッド・クロスビーが同時代の最も影響力のある人物の一人であり、今日でも同じ音楽の魔法で輝き続けることができるということをきちんと音楽的に思い出させたいなら、『Croz』は聴くに値する」と述べている。
USA TodayのJerry Shriverは、アルバムに4つ星のうち3つを与え、クロスビーは「長年のファンを喜ばせる、魂をむき出しにし、詩的で、本当に魅力的な作品を作り上げた」と書いている。The Oakland Press のGaryGraffは、アルバムに4つ星のうち3つを与え、「11のトラックには、味わい深い複雑さとニュアンスのあるサウンドが散りばめられており、前面的にはうまく聞こえるが、聴くたびに多くの層を明らかにしてくれる」と述べている。musicOMHのデビッド・ウェルシュは、アルバムに5つ星のうち3つを与え、「『Croz』もその作者同様、何か不思議な存在だ」と、アルバムを5つ星のうち3つに評価している。「聴覚的な意味では、完璧に熟練しているが、しばしば退屈である。テーマ的には、光はほとんどなく、影が非常に多い。クロスビーの代表作として語り継がれることはないだろうが、彼がこれまでに手がけた作品とはまったく違う。おそらく、この作品は4つの簡単な言葉に集約される。「純粋主義者のための1枚」だ」と述べている。

## トラックリスト
| #         | タイトル                  | 作詞・作曲                                | 時間  |
| --------- | ------------------------- | ----------------------------------------- | ----- |
| 1.        | 「What's Broken」         | James Raymond                             | 3:48  |
| 2.        | 「Time I Have」           | David Crosby                              | 3:49  |
| 3.        | 「Holding On to Nothing」 | David Crosby, Sterling Price              | 3:41  |
| 4.        | 「The Clearing」          | James Raymond                             | 4:00  |
| 5.        | 「Radio」                 | David Crosby, James Raymond               | 3:45  |
| 6.        | 「Slice of Time」         | David Crosby, Marcus Eaton, James Raymond | 4:16  |
| 7.        | 「Set That Baggage Down」 | David Crosby, Shane Fontayne              | 4:01  |
| 8.        | 「If She Called」         | David Crosby                              | 4:59  |
| 9.        | 「Dangerous Night」       | David Crosby, James Raymond               | 5:57  |
| 10.       | 「Morning Falling」       | David Crosby, James Raymond               | 3:41  |
| 11.       | 「Find a Heart」          | David Crosby, Marcus Eaton, James Raymond | 5:04  |
| 合計時間: | 合計時間:                 | 合計時間:                                 | 47:01 |

## 参加ミュージシャン
- デヴィッド・クロスビー – リード・ボーカル、エレクトリック・ギター (8)
- ジェームズ・レイモンド – アコースティック ピアノ (1、2、5、6、9-11)、フェンダー ローズ(1、3、11)、シンセサイザー (1、4-6、9-11)、シンセ ベース (1、4、5) 、7、9、10)、バーチャル ペダル スティール (1)、パーカッション プログラミング (1)、バッキング ボーカル (2、5、9)、ドラム プログラミング (4、7、9、10)、サンプリングされたアコースティック ギターとエレクトリック ギター (4) )、サンプリングされたアコースティック ギター (10)
- トッド・コールドウェル – ハモンド B3 オルガン(2)
- マーク・ノップラー – エレクトリック・ギター (1)、ギター・ソロ (1)
- マーカス・イートン – アコースティック・ギター (1-7、9、11)、バッキング・ボーカル (1、2、4-7、9、11)、エレクトリック・ギター (4)、エレクトリック・シタール(4)、12 弦アコースティック・ギター (8) )
- シェーン・フォンテイン – エレクトリック・ギター (2、4、6、7、9 )、ベース・ギター (7)、パーカッション (7)、バッキング・ボーカル (7)
- ケビン・マコーミック – ベースギター (2, 6)、フレットレスベース(3)
- リーランド・スカラー – ベースギター (11)
- スティーヴ・ディスタニスラオ – ドラム (1、2、4-6、9、11)、パーカッション (2、4、11)
- ウィントン・マルサリス – トランペット (3)
- スティーヴ・タヴァローニ – EWI (10)、ソプラノサックス (11)

## 制作
- プロデューサー – ダニエル・ガルシア、デヴィッド・クロスビー、ジェームズ・レイモンド。
- ダニエル・ガルシアによる録音とミキシング
- 追加のエンジニア – ビル レーン、エディ サントス、グレン スラヴェッチ、リッチ トシ。
- トラック2に追加録音（B3オルガン） – ケビン・マディガン
- トラック3に追加録音（トランペット） – ジェフリー・ジョーンズ
- The Bamboom Room (カリフォルニア州アルタデナ) で録音。 Radio Hill Recorders (カリフォルニア州ロサンゼルス); Rumor Mill Recording (カリフォルニア州サンタ イネス); Groove Masters (カリフォルニア州サンタモニカ);ジャズ アット リンカーン センター (ニューヨーク、ニューヨーク)。
- The Mastering Lab (カリフォルニア州オーハイ) でDoug Saxと Robert Hadley によってマスタリングされました。
- アートディレクションとデザイン – ブライアン・ポリゼック
- 写真 – ダニエル・ガルシア、マーカス・イートン、バズ・パーソン。